# Gevonden poëzie
Gevonden poëzie is een vorm van poëzie die ontstaat als van de schoonheid van bepaalde, meestal gesproken woorden, zinnen en soms hele alinea's wordt onderkend dat ze de eigenlijke boodschap overstijgt, waarna de oorspronkelijke taaluiting zo wordt vormgegeven dat ze op een gedicht lijkt. Anders geformuleerd, gevonden poëzie is het vermogen dichterlijke schoonheid te zien waar de maker het niet zag. De auteursintentie wordt hier dus, zoals in zoveel recente literatuur, beschouwd als niet ter zake. Gevonden poëzie is het literaire equivalent van wat in de beeldende kunsten een "readymade" wordt genoemd.

## Voorbeelden
Het klassieke voorbeeld, genoteerd door de Amerikaanse internetjournalist Hart Seely, is een uitspraak van de toenmalige Amerikaanse minister van Defensie Donald Rumsfeld tijdens een persconferentie in 2002. Seely gaf de uitspraak de titel "The Unknown" en publiceerde haar in een artikel, waarin hij wees op verschillende literaire parallellen. Het gevonden gedicht werd later zelfs op muziek gezet.
As we know,
There are known knowns.
There are things we know we know.

We also know
There are known unknowns.
That is to say
We know there are some things
We do not know.

But there are also unknown unknowns,
The ones we don't know
We don't know.
Een Nederlandstalig voorbeeld is de aankondiging, door Jack van Gelder, van het derde Nederlandse doelpunt tegen Uruguay op 6 juli 2010, tijdens de WK-voetbal in Zuid-Afrika. Van Gelders teksten zijn inmiddels gebundeld.